# Les Vallées-de-la-Vanne
Les Vallées-de-la-Vanne es una comuna nueva francesa situada en el departamento de Yonne, de la región de Borgoña-Franco Condado.

## Historia
Fue creada el 1 de enero de 2016, en aplicación de una resolución del prefecto de Yonne de 15 de diciembre de 2015 con la unión de las comunas de Chigy, Theil-sur-Vanne y Vareilles, pasando a estar el ayuntamiento en la antigua comuna de Theil-sur-Vanne.

## Demografía
| Gráfica de evolución demográfica de Les Vallées-de-la-Vanne entre 1800 y 2013 |
|                                                                               |

Los datos entre 1800 y 2013 son el resultado de sumar los parciales de las tres comunas que forman la nueva comuna de Les Vallées-de-la-Vanne, cuyos datos se han cogido de 1800 a 1999, para las comunas de Chigy, Theil-sur-Vanne y Vareilles de la página francesa EHESS/Cassini. Los demás datos se han cogido de la página del INSEE.

## Composición
| Comuna delegada | Código INSEE | Población (2013) | Superficie (km²) | Densidad (hab./km²) |
| --------------- | ------------ | ---------------- | ---------------- | ------------------- |
| Chigy           | 89107        | 315              | 11.76            | 27                  |
| Theil-sur-Vanne | 89411        | 511              | 11.55            | 44                  |
| Vareilles       | 89429        | 238              | 10.41            | 23                  |